# Clairvaux-les-Lacs
Clairvaux-les-Lacs là một xã trong vùng hành chính Franche-Comté, thuộc tỉnh Jura, quận Lons-le-Saunier, tổng Clairvaux-les-Lacs. Tọa độ địa lý của xã là 46° 34' vĩ độ bắc, 05° 44' kinh độ đông. Clairvaux-les-Lacs nằm trên độ cao trung bình là 541 mét trên mực nước biển, có điểm thấp nhất là 450 mét và điểm cao nhất là 826 mét. Xã có diện tích 12.29 km², dân số vào thời điểm 2005 là 1503 người; mật độ dân số là 122 người/km².

## Thông tin nhân khẩu
| 1962  | 1968  | 1975  | 1982  | 1990  | 1999  |
| ----- | ----- | ----- | ----- | ----- | ----- |
| 1.324 | 1.380 | 1.379 | 1.432 | 1.361 | 1.472 |

## Địa điểm tham quan
Nhà thờ giáo khu Saint-Nithier xuất phát từ thế kỉ thứ 12, sau đó được cải tạo nhiều lần. Cũng đáng xem là các nhà thờ nhỏ Notre-Dame de l'Isle (thế kỉ thứ 14) và Saint-Roch (thế kỉ thứ 15).